# Тидбек, Карин
Карин Тидбек (швед. Karin Margareta Tidbeck; род. 6 апреля 1977 год, Стокгольм, Швеция) — шведская писательница-фэнтези.

## Биография
Карин Тидбек родилась 6 апреля 1977 года в Стокгольме. В 2010 год дебютировала как писательница написав сборник новелл «Vem är Arvid Pekon?». В 2012 году вышел её роман «Amatka». В 2012 году издательство Cheeky Frawg опубликовало сборник рассказов «Jagannath», который стал её первой работой на английском языке и получил положительные рецензии.
Американский литературный критик Гери К. Вулф назвал Тидбек «одним из самых выразительных новых голосов в краткой художественной прозе со времён Марго Ленеген». В 2012 году сборник вошёл в список премии Джеймса Типтри-младшего и был номинирован на Всемирную премию фэнтези. Рассказы «Augusta Prima», изначально написанные на шведском языке, Тидбек перевела на английский и получила премию за перевод научной фантастики и фэнтези (2013) в категории «Короткая проза». Перевод романа «Amatka» вышел в 2017 году.

## Произведения
- Vem är Arvid Pekon?, Man Av Skugga, 2010, ISBN 978-9185253128. (швед.)
- Amatka, Mix, 2012, ISBN 978-9186845346. (швед.)
- Jagannath, Cheeky Frawg, 2012, ISBN 978-0985790400. (англ.)
- Mage: The Ascension — Refuge, White Wolf Entertainment, 2017. (англ.)